# Egesina
Egesina är ett släkte av skalbaggar. Egesina ingår i familjen långhorningar.

## Dottertaxa tillEgesina, i alfabetisk ordning[1]
- Egesina albofasciata
- Egesina albolineata
- Egesina albomaculata
- Egesina albomarmorata
- Egesina anfracta
- Egesina anterufipennis
- Egesina anterufulipennis
- Egesina aspersa
- Egesina bakeri
- Egesina basirufa
- Egesina bhutanensis
- Egesina bifasciana
- Egesina callosa
- Egesina ceylonensis
- Egesina cleroides
- Egesina cruciata
- Egesina cylindrica
- Egesina davaoana
- Egesina diffusa
- Egesina digitata
- Egesina elegans
- Egesina flavoapicalis
- Egesina flavopicta
- Egesina formosana
- Egesina fuchsi
- Egesina fujiwarai
- Egesina fusca
- Egesina fuscolaterimaculata
- Egesina generosa
- Egesina gilmouri
- Egesina gracilicornis
- Egesina grossepunctata
- Egesina guerryi
- Egesina indica
- Egesina javana
- Egesina javanica
- Egesina lacertosa
- Egesina lanigera
- Egesina laosiana
- Egesina malaccensis
- Egesina mentaweiensis
- Egesina minuta
- Egesina mjobergi
- Egesina modiglianii
- Egesina monticola
- Egesina mystica
- Egesina nomurai
- Egesina ochraceovittata
- Egesina ornata
- Egesina partealboantennata
- Egesina pascoei
- Egesina picea
- Egesina picina
- Egesina picta
- Egesina postvittata
- Egesina pseudocallosa
- Egesina rigida
- Egesina rondoni
- Egesina salicivora
- Egesina sarawakensis
- Egesina sericans
- Egesina setosa
- Egesina shibatai
- Egesina siamensis
- Egesina sikkimensis
- Egesina subfasciata
- Egesina tarsata
- Egesina umbrina
- Egesina varia